# Tropidozineus fulveolus
Tropidozineus fulveolus là một loài bọ cánh cứng trong họ Cerambycidae.